# Petunia bajeensis
Petunia bajeensis ist eine Pflanzenart aus der Gattung der Petunien (Petunia) in der Familie der Nachtschattengewächse (Solanaceae). Sie ist eine ausdauernde, krautige Pflanze, die im Süden Brasiliens beheimatet ist.

## Beschreibung
Petunia bajeensis ist eine ausdauernde (wahrscheinlich aber nur kurzlebige), krautige Pflanze, die 20 bis 40 cm hoch und bis zu 1 m breit wird. Die nahezu geraden Stängel sind bis zu 5 mm dick. Der Hauptstängel ist aufrecht bis aufsteigend. Die seitlichen Stängel entspringen der Basis des Hauptstängels, sind aufsteigend und meist am ersten Knoten, an dem eine Blüte steht, gegabelt. Die Stängel sind dicht drüsig-filzig mit weißen, verdrehten, etwa 1 mm langen Trichomen behaart. Die Laubblätter sind an der Basis spitz zulaufend bis keilförmig, nach vorn spitz bis abgestumpft. Die Oberfläche ist spärlich bis dicht drüsig-filzig behaart, oftmals bewimpert, die Mittelrippe ist dicht drüsig-filzig behaart. Die unteren Laubblätter sind langgestreckt bis elliptisch oder selten auch lanzettlich-langgestreckt bis eiförmig. Ihre Länge beträgt meist 40 bis 65 (selten 30 bis 75) mm, ihre Breite 14 bis 28 (selten 11 bis 33) mm. Die oberen Laubblätter sind etwas kleiner und linealisch-langgestreckt.
Die Blüten stehen an einem dicht drüsig-filzig behaarten Blütenstiel, der eine Länge von 11 bis 21 (selten 7 bis 26) mm besitzt. Der Kelch ist bis 2 bis 3 mm oberhalb der Basis in fünf linealische, 10 bis 15 (selten 8 bis 19) mm lange und 1 bis 2 (selten bis 3,2) mm breite Kelchzipfel geteilt. Diese sind an der Spitze abgerundet und auf beiden seiten dicht drüsig-filzig behaart. Die Krone ist insgesamt (selten nur 33 bis) 35 bis 48 mm lang, davon macht die trichterförmige Kronröhre eine Länge von 20 bis 28 mm aus. Sie ist auf der unteren Seite deutlich zum Kronschlund hin eingedrückt, so dass sie im Querschnitt nierenförmig und von der Seite betrachtet urnenförmig ist. Die Innenseite der Kronröhre ist unbehaart und blass purpurn mit dunkel purpurnen Streifen und Aderungen auf der oberen Seite. Die Außenseite ist rötlich purpurn und drüsig-filzig behaart. Der Kronsaum ist in fünf hell rötlich purpurne Kronlappen geteilt. Diese sind kreisförmig bis dreieckig und nach vorn spitz bis stachelspitzig, gelegentlich aber auch abgerundet.
Die fünf Staubblätter treten in drei Größen auf: Zwei lange, zwei mittlere und ein kurzes. Die Staubfäden sind unbehaart und setzen an der Basis der Kronröhre an, die längsten erreichen eine Länge von 15 bis 19 (selten bis 21) mm. Im oberen Bereich sind sie leicht nach innen gebogen. Die Staubbeutel der längeren Staubblätter stehen 1 bis 3 mm auseinander. Die geöffneten Staubbeutel weisen flache bis leicht zurückgebogene Lappen auf und sind so ausgerichtet, dass die Pollentragenden Seiten einander zugewendet sind. Der Stempel ist 13 bis 17 mm lang. Der Fruchtknoten ist eiförmig, der Griffel ist unbehaart und im oberen teil nach oben gebogen. Die leicht zweilappige Narbe steht zwischen den Staubbeuteln der langen und mittleren Staubfäden.
An der Frucht verlängert sich der Stiel auf 13 bis 33 (selten 11 bis 43) mm und ist stark zurückgebogen, die Kelchzipfel verlängern sich und sind zurückgebogen. Die Kapsel ist eiförmig bis kugelförmig und stachelspitzig, sie ist 5 bis 7 (selten bis 9) mm lang und erreicht damit 1/3 bis 1/2 der Kelchlänge. Die feinen Samen sind kugelförmig und messen 0,5 bis 0,7 mm im Durchmesser.
Die Chromosomenzahl beträgt 2n = 14.

## Vorkommen und Standorte
Die Art kommt endemisch in den Bergen im Süden des brasilianischen Bundesstaates Rio Grande do Sul vor. Sie kommt dort vor allem im Gebiet der Gemeinde Bajé, aber auch im Gebiet der Gemeinde Lacras do Sul vor. Die Gebiete liegen in einer Höhenlage von etwa 200 m und sind durch schwach hügelige Grasländer gekennzeichnet. Die Standorte sind meist an offenen, gestörten Hängen an Straßenrändern zu finden, wo Petunia bajeensis als Pionierpflanze wächst.

## Botanische Geschichte
Petunia bajeensis wurde 1998 von Toshio Ando und Goro Hashimoto erstbeschrieben. Das Artepitheton leitet sich vom Namen der Typuslokalität in der Gemeinde Bajé ab.